# Bagneux (Marne)
Bagneux é uma comuna francesa na região administrativa do Grande Leste, no departamento de Marne. Estende-se por uma área de 13.8 km², e possui 437 habitantes, segundo o censo de 2018, com uma densidade de 32 hab/km².